# Body Snatchers
Body Snatchers es una película de terror y ciencia ficción estadounidense, dirigida por Abel Ferrara y estrenada en 1993. Es el segundo remake del filme Invasion of the Body Snatchers (1956). Protagonizada por Terry Kinney, Meg Tilly, Gabrielle Anwar, Reilly Murphy, Billy Wirth y Christine Elise, la cinta participó en la selección oficial del Festival de Cannes de 1993.

## Argumento
A diferencia de la versión de 1978, Body Snatchers se sale de la línea argumental marcada por la película de 1956. Se abandona la idea de seguir las situaciones de la película original para dar lugar a una versión distinta. 
Ahora las vainas están ocupando una base militar, un entorno cerrado con áreas restringidas, armas, vehículos y todo lo necesario para lograr una rápida y efectiva dispersión. Los civiles, mientras tanto, permanecen ajenos a todo esto. Sólo la casualidad hace que un inspector del departamento de medio ambiente haya sido destinado a esta base, y será su hija quien descubra lo que ocurre.

## Premios y nominaciones
- 1993: nominada a la Palma de Oro del Festival de Cine de Cannes.
- 1995: nominada a los Premios Saturn a la mejor película de ciencia ficción.